# Сапушино (Бурынский район)
Сапушино (укр. Сапушине) — село,
Дьяковский сельский совет,
Бурынский район,
Сумская область,
Украина.
Код КОАТУУ — 5920983206. Население по переписи 2001 года составляло 32 человека .

## Географическое положение
Село Сапушино находится на расстоянии в 1 км от левого берега реки Вижлица.
На расстоянии до 2-х км расположены посёлки Кошарское и Копылово.
По селу протекает пересыхающий ручей с запрудой.